# Aïn Lechiekh
Aïn Lechiekh (en arabe : عين لشياخ), avant 1962 Voltaire, est une commune de la wilaya de Aïn Defla. Elle est également le chef-lieu de la daïra d'Aïn Lechiekh (composée des communes de Aïn Lechiekh • Aïn Soltane • Oued Djemaa
Aïn Lechiekh commune s’étend sur une superficie de 126 km2 et compte une population de 12 118 habitants en 1998 et estimée à 13 196 habitants en 2004.

## Origine du nom
Son nom est probablement lié au nom de la fontaine du cimetière situé sur le mont Lechiekh.[réf. nécessaire]. La ville d'Aïn Lechiekh fut créée sous le nom de Voltaire par des colons français en 1903. À l'origine, le lieu-dit s'appelait probablement Telbanet. La ville a pris le nom d'Aïn Lecheikh à l'indépendance.

## Localisation
| Aïn Soltane | Djendel Aïn Soltane | Bir Ould Khelifa            |
| Oued Djemaa | Ain lechiakh        | Oued Chorfa Birbouche       |
| Oued Djemaa | Oued Djemaa         | Oued Djemaa Wilaya de Médéa |

## Histoire
Voltaire appartenait au département d'Orléansville, actuelles wilayas de Chlef, de Tipaza et d'Ain-Defla. Ce département fut créé par décret du 20 mai 1957 et était formé de six arrondissements : Orléansville, Cherchell, Duperré, Miliana, Ténès et Teniet El Haad.

## Géographie
Aïn Lechiekh se situe à cent cinquante kilomètres d’Alger environ, au sud-ouest, sur les coteaux de la plaine de Chelief à égale distance de Miliana, de Médéa et de Boghari.
Une route carrossable reliait auparavant la ville à la route de Miliana-Médea, mais seule une piste permettait d’accéder à Boghari. Cette piste était empruntée l’été par les nomades du Sahara (Gbal'a) qui remontaient vers le nord avec leurs dromadaires chargés de sel gemme. Ce sel était échangé à Aïn Lechiekh contre des céréales. Concassé, il permettait de saler les carcasses de viande .

## Agriculture
Blé dur et tendre, Vigne, Pomme de terre, Tabac, Olive, Pois chiche, Houmous, Orange (fruit), Fève, Figue et Figuier de Barbarie.

## Lieux connus
Jardin Public, arbre de la liberté, Sidi Rabeh, El H'sanine, Oued Marcel, Stade Municipal, El Gaâdi, Telbenet et EL Gaâtee.

## Galerie d'images

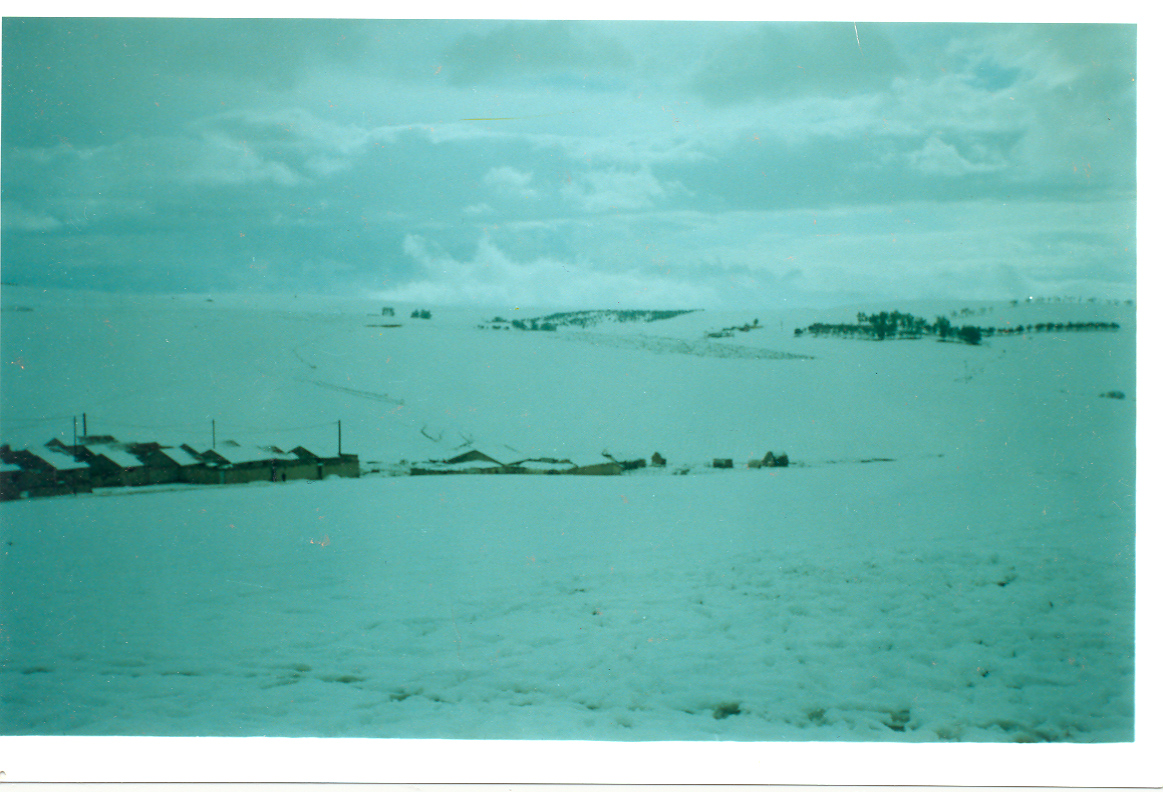
Dardara sous la neige.
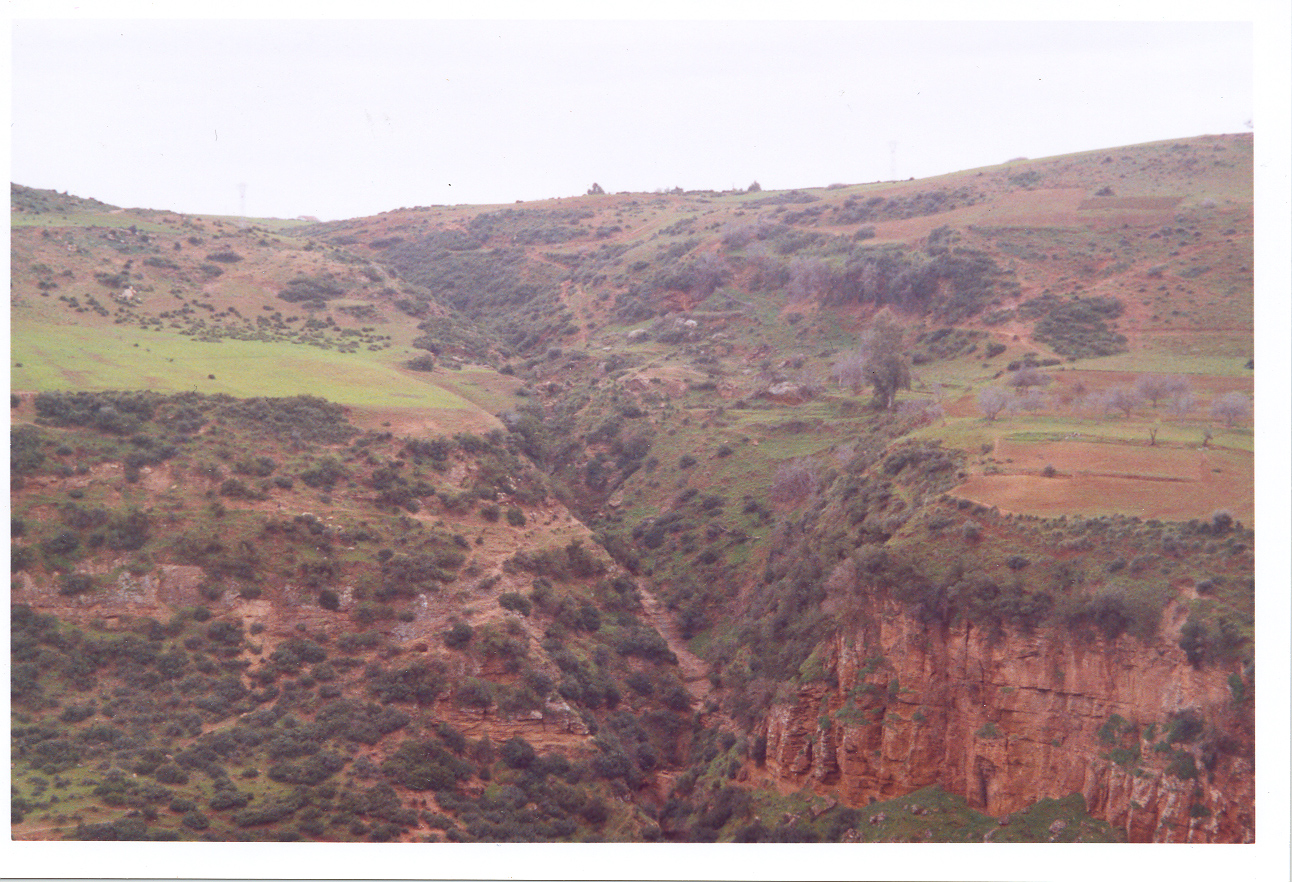
Frontière avec Media.